# Giocabilità
La giocabilità (in inglese playability) è un parametro o un termine di valutazione utile a giudicare un videogioco, in base all'efficacia e alla godibilità del controllo da parte del giocatore. Comprende la velocità di risposta ai comandi, la fluidità e la difficoltà delle azioni.

## Caratteristiche del termine
Il termine è un neologismo e indica quanto il gioco è "giocabile", ovvero quanto è immediata la risposta ai comandi del giocatore e quanto l'esperienza è fluida; mancando questa, spesso il videogioco diventa frustrante. La giocabilità include anche la semplicità con cui effettuare le azioni e la varietà di queste ultime.
Nella giocabilità viene anche tenuto conto della difficoltà di proseguire nel videogioco, se è adeguata all'avanzare dei livelli o troppo elevata/ridotta per dare lo stimolo necessario.
Il termine viene spesso confuso con gameplay, utilizzato anche in italiano, che indica invece l'interazione del giocatore con il gioco stesso, oltre che le meccaniche di gioco, gli obiettivi e la trama di esso.

## Utilizzo del termine in Italia
Il termine si diffonde in italia principalmente grazie ai videogiochi e alle riviste specializzate in videogiochi: queste ultime, utilizzano spesso il playability come parametro per assegnare un voto ai videogiochi recensiti, generalmente assieme alla grafica, al sonoro, alla longevità e ad altri parametri come l'impatto (spesso per i giochi Nintendo si tiene conto di un fattore N, che starebbe a indicare quanto un determinato gioco è "Nintendo", appunto).